# Симптом Щоткіна-Блюмберга
Симптом Щоткіна-Блюмберга (Blumberg sign, англ. rebound tenderness) — один із симптомів подразнення очеревини (перитоніту). Є частим симптомом гострого апендициту.

## Методика виявлення симптому
Пацієнт лежить на спині з оголеним животом, бажано на твердій поверхні, лікар натискає на передню черевну стінку у всіх його 9 анатомічних ділянках, а потім швидко прибирає кисть: симптом вважається позитивним, якщо після прибрання пальців біль посилюється.

## Етимологія та історія
Симптом названий на честь німецького хірурга Джейкоба Блю́мберга (нім. Jacob Moritz Blumberg), який вперше описав його в 1907 році. Дмитро Щоткін, акушер-гінеколог, оприлюднив опис цього симптому на рік пізніше, в 1908 році на засіданні медичного товариства в Пензі (Росія), що й стало причиною використання подвійного прізвища в клінічній практиці лікарів на теренах деяких країн, зокрема в Україні, Росії, Білорусі.